# Chaogan
Chaogan är en kinesisk maträtt som främst är populär i området kring Peking.
Maträtten görs på grislever, grisinälvor, potatismjöl, vitlök, vinäger och soja och serveras ofta med ris eller Mantou-bröd.
Trots att namnet på kinesiska betyder stekt grislever tillagar man rätten genom kokning.